# Wahlkreis Rhondda (House of Commons)
Rhondda war ein Wahlkreis für die Wahlen zum Unterhaus des britischen Parlaments.

## Das Wahlkreisgebiet
Das Gebiet des Wahlkreises umfasste
1974–1983: den Municipal Borough of Rhondda,
1983–2010: den Borough of Rhondda und umfasst
seit 2010: die Rhondda Cynon Taff County Borough Electoral Divisions  Cwm Clydach, Cymmer, Ferndale, Llwyn-y-pia, Maerdy, Pentre, Pen-y-graig, Porth, Tonypandy, Trealaw, Treherbert, Treorchy, Tylorstown, Ynyshir und Ystrad.

## Geschichte des Wahlkreises
Der Wahlkreis wurde ursprünglich unter der Geltung des Redistribution of Seats Act 1885 anlässlich der  Unterhauswahl 1885 geschaffen. Anlässlich der Unterhauswahl 1918 wurde er in die Wahlkreise Rhondda East und Rhondda West geteilt. Diese beiden Wahlkreise wurden 1974 wieder fusioniert. Im neuen Wahlkreis Rhondda gab es stets eine große Mehrheit für Labour; bei der Unterhauswahl 1987 war der Wahlkreis in ganz Großbritannien für Labour der sicherste von allen. Bei der Wahl von 2001 war der Wahlkreis der einzige, in dem die Liberaldemokraten ihre Kaution einbüßten. Auch die Konservative Partei verlor die hinterlegte Kaution, sie hatte hier das schlechteste Ergebnis außerhalb von Nordirland.

### Die Unterhauswahl von 1885
Der Wahlkreis wurde im Anschluss an den Third Reform Act 1884 als Folge des raschen Bevölkerungswachstums in den beiden Tälern in den vorangegangenen zwanzig Jahren gebildet. In den 1880er Jahren wurde die Forderung nach Vertretern der Arbeiterschaft in den Reihen der Parliamentary Liberal Party (Parlamentarischen Liberalen Partei) immer lauter, und es gab einen Präzedenzfall für einen Kandidaten der Lib-Lab-Koalition in Südwales, als Thomas Halliday  1874 in Merthyr Tydfil kandidierte.
Die im Wahlkreis größte Gewerkschaft, die Rhondda Steam Coal Miners' Association, erhob bereits 1883 Anspruch auf die Kandidatur auf der Liste der PLP mit der Begründung, das Wahlrecht sei auf viele Arbeiter in den Wahlkreisen im County ausgedehnt worden  und  in Mabon habe sie den idealen Kandidaten. Die Anfang 1885 gegründete örtliche Liberal Association (Liberale Vereinigung) wurde jedoch von Geschäftsleuten und Fachleuten aus der Mittelschicht dominiert,  ihr gehörten überproportional viele höhere Zechenangestellte an.  Lewis Davis aus Ferndale, Bruder von David Davis, einem der führenden Bergbaubesitzer im Tal, wurde zum Vorsitzenden der Vereinigung gewählt. Auch Geistliche, darunter William Morris aus Noddfa, Treorchy, waren bekannte Figuren. Auf einer Sitzung im April 1885 wurden sechs mögliche Kandidaten für die Nominierung vorgeschlagen, darunter Lewis Davis, Mabon und Alfred Thomas, eine führende Persönlichkeit im städtischen Leben von Cardiff. Kurz darauf wurde Lewis Davis von der Vereinigung als möglicher Parlamentskandidat eingeladen. Er siegte in einer Abstimmung vor Mabon mit 143 zu 51 Stimmen. Trotz seiner Wahl für die Kandidatur lehnte er jedoch ab und schlug seinen Sohn, den 22-jährigen Frederick Lewis Davis, als Kandidaten vor. In einem weiteren Abstimmung siegte F.L. Davis seinerseits ebenfalls vor Mabon mit 125 zu 56 Stimmen.
Dass die Gewerkschaftsbewegung sich weigerte, diese Entscheidung zu akzeptieren und beschloss, eine  Kampagne mit Mabon als unabhängigem Kandidaten zu unterstützen, gilt als wichtiger Wendepunkt in der politischen Geschichte von Südwales. In politischer Hinsicht gab es kaum Unterschiede zwischen den Kandidaten, wobei der einzige bemerkenswerte Unterschied darin bestand, dass Mabon die Einführung von Diäten für  Abgeordnete unterstützte, Davis hingegen nicht. Der Wahlkampf wurde daher mit anderen Argumenten geführt. Die Anhänger von Davis erklärten, Mabons Kandidatur habe keine Legitimität, da er von der Liberal Association abgelehnt worden sei. Mabons Anhänger wiederum stellten sich auf den Standpunkt, dass die Bergarbeiter in den beiden Tälern Massenversammlungen abgehalten hätten, um für seine Kandidatur zu werben, lange bevor die von der Mittelschicht dominierte Liberal Association gegründet worden war. Die Jugend und Unerfahrenheit von Davis war ein Hauptproblem, obwohl er es zum Barrister gebracht hatte. Es gab  auf beiden Seiten Vorwürfe der Einschüchterung. Mabons Anhänger sollen am Arbeitsplatz schikaniert worden sein, während mehrere Sitzungen von Davis gewaltsam gestört wurden.
Die Klassenzugehörigkeit wurde zu einem wichtigen Thema in der Kampagne. Die überwiegende Mehrheit der Mabon-Anhänger waren Gewerkschaftsaktivisten und Arbeiter sowie eine relativ kleine Zahl von Handwerkern und Fachleuten, von denen einige in der einen oder anderen Form mit der Bergarbeitergewerkschaft verbunden waren. Dazu gehörte Walter H. Morgan aus Pontypridd, der oft als Anwalt der Bergleute bezeichnet wird. Auch ein nonkonformistischer Geistlicher unterstützte Mabon, nämlich John Salisbury Edwards aus Treorchy. Im Wettbewerb hatte Davis die Unterstützung der großen Mehrheit der mittleren und höheren Schichten im Rhondda-Gebiet, und die traditionelle Ehrerbietung zusammen mit dem paternalistischen Einfluss der Familie Davis, insbesondere im Tal Rhondda Fach, spielte eine Rolle.
Am Wahltag errang Mabon einen klaren und entscheidenden Sieg.
| Partei          | Partei                               | Kandidat                | Stimmen | %    | ±%  |
| --------------- | ------------------------------------ | ----------------------- | ------- | ---- | --- |
|                 | Lib-Lab                              | William Abraham (Mabon) | 3.859   | 56,3 | N/A |
|                 | Liberal                              | Frederick Lewis Davis   | 2.992   | 43,7 | N/A |
| Mehrheit        | Mehrheit                             | Mehrheit                | 867     | 12,6 | N/A |
| Wahlbeteiligung | Wahlbeteiligung                      | Wahlbeteiligung         | 6.851   | 83,5 | N/A |
|                 | Lib-Lab erobert das Parlamentsmandat |                         |         |      |     |

Trotz des erbitterten Kampfes waren die beiden Flügel der Liberalen Partei in Rhondda bald versöhnt. Nach dem Wahlergebnis akzeptierte die Familie Davis den Sieg von Mabon, sein Parlamentssitz wurde nicht mehr angefochten. Nach der Wahl gründeten Mabons Anhänger die Rhondda Labour and Liberal Association, in der  kurz darauf die rivalisierende Liberal Association, die Davis unterstützt hatte, aufging. Mabon wurde im folgenden Jahr ohne Gegenkandidaten wiedergewählt.
| Partei | Partei                         | Kandidat                       | Stimmen            | %   | ±%  |
| ------ | ------------------------------ | ------------------------------ | ------------------ | --- | --- |
|        | Lib-Lab                        | William Abraham                | ohne Gegenkandidat | N/A | N/A |
|        | Wahlkreis von Lib-Lab gehalten | Wahlkreis von Lib-Lab gehalten | Swing              | N/A |     |

## Die Abgeordneten des Wahlkreises

### 1885–1918
| Wahl | Wahl | Kandidat                                                  | Partei                                                    |
| ---- | ---- | --------------------------------------------------------- | --------------------------------------------------------- |
|      | 1885 | William Abraham                                           | Lib-Lab                                                   |
|      | 1910 | William Abraham                                           | Labour                                                    |
|      | 1918 | Wahlkreis aufgehoben: Siehe Rhondda East und Rhondda West | Wahlkreis aufgehoben: Siehe Rhondda East und Rhondda West |

### 1974–heute
| Wahl | Wahl     | Kandidat     | Partei | Bemerkungen                                                |
| ---- | -------- | ------------ | ------ | ---------------------------------------------------------- |
|      | Feb 1974 | Alec Jones   | Labour | Shadow Welsh Secretary 1979–1983. Im März 1983 verstorben. |
|      | 1983     | Allan Rogers | Labour |                                                            |
|      | 2001     | Chris Bryant | Labour | Mitglied des Schattenkabinetts 2011–16                     |

## Die Wahlergebnisse

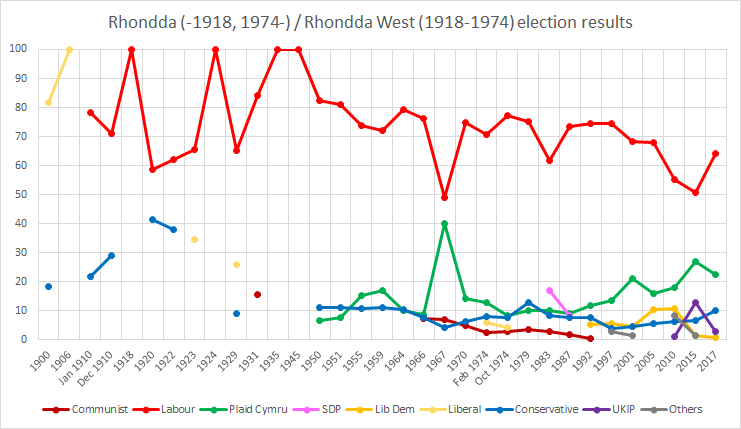
Rhondda election results

### Die Wahlen in den 2010er Jahren
| Unterhauswahl 2017: Rhondda |                               |                               |         |      |       |
| Partei                      | Partei                        | Kandidat                      | Stimmen | %    | ±     |
|                             | Labour                        | Chris Bryant                  | 21.096  | 64,1 | +13,4 |
|                             | Plaid Cymru                   | Branwen Cennard               | 7.350   | 22,3 | −4,7  |
|                             | Konservative                  | Virginia Crosbie              | 3.333   | 10,1 | +3,4  |
|                             | UKIP                          | Janet Kenrick                 | 880     | 2,7  | −10,0 |
|                             | Liberaldemokraten             | Karen Roberts                 | 277     | 0,8  | −0.7  |
| Mehrheit                    | Mehrheit                      | Mehrheit                      | 13.746  | 41,8 | +18,2 |
| Wahlbeteiligung             | Wahlbeteiligung               | Wahlbeteiligung               | 32.886  | 65,2 | +4,3  |
|                             | Wahlkreis von Labour gehalten | Wahlkreis von Labour gehalten | Swing   | +9,1 |       |

| Unterhauswahl 2015: Rhondda |                                |                                |         |      |       |
| Partei                      | Partei                         | Kandidat                       | Stimmen | %    | ±     |
|                             | Labour                         | Chris Bryant                   | 15.976  | 50,7 | −4,6  |
|                             | Plaid Cymru                    | Shelley Rees-Owen              | 8.521   | 27,0 | +8,9  |
|                             | UKIP                           | Ron Hughes                     | 3.998   | 12,7 | +11,5 |
|                             | Konservative                   | Lyn Hudson                     | 2.116   | 6,7  | +0,3  |
|                             | Liberaldemokraten              | George Summers                 | 474     | 1,5  | −9,1  |
|                             | Grüne                          | Lisa Rapado                    | 453     | 1,4  | N/A   |
| Mehrheit                    | Mehrheit                       | Mehrheit                       | 7.455   | 23,6 | −13,6 |
| Wahlbeteiligung             | Wahlbeteiligung                | Wahlbeteiligung                | 31.538  | 60,9 | +0,6  |
|                             | Wahlkreis von Labour behauptet | Wahlkreis von Labour behauptet | Swing   | −6,8 |       |

| Unterhauswahl 2010: Rhondda |                      |                      |         |      |       |
| Partei                      | Partei               | Kandidat             | Stimmen | %    | ±     |
|                             | Labour               | Chris Bryant         | 17.183  | 55,3 | −12,8 |
|                             | Plaid Cymru          | Geraint Davies       | 5.630   | 18,1 | +2,2  |
|                             | Liberaldemokraten    | Paul Wasley          | 3.309   | 10,6 | +0,2  |
|                             | Unabhängiger         | Philip Howe          | 2.599   | 8,4  | +8,4  |
|                             | Konservative         | Juliette Henderson   | 1.993   | 6,4  | +0,9  |
|                             | UKIP                 | Taffy John           | 359     | 1,2  | N/A   |
| Mehrheit                    | Mehrheit             | Mehrheit             | 11.553  | 37,2 | −14,9 |
| Wahlbeteiligung             | Wahlbeteiligung      | Wahlbeteiligung      | 31.072  | 60,3 | −1,5  |
|                             | von Labour behauptet | von Labour behauptet | Swing   | −7,5 |       |